# Symfonie nr. 11 (Mozart)
Symfonie nr. 11 in D majeur, KV 84, is een symfonie van Wolfgang Amadeus Mozart. Er werd lang gedacht dat Mozart het werk schreef in 1770 in Milaan of Bologna, tijdens zijn reizen door Italië. Een vroeg manuscript uit Wenen schrijft het werk aan hem toe, maar negentiende-eeuwse kopieën van de partituur schrijven het werk toe aan respectievelijk Leopold Mozart en Carl Dittersdorf. Neal Zaslaw schrijft: "Een vergelijking van de resultaten van twee stilistische analyses van het eerste deel van het werk met analyses van eerste delen van symfonieën die zeker door deze drie zijn geschreven suggereert dat het meest waarschijnlijk is dat Mozart de symfonie KV 84 geschreven heeft."

## Orkestratie
De symfonie is geschreven voor:
- Twee hobo's
- Twee hoorns
- Fagot
- Strijkers
- Basso continuo

## Delen
De symfonie bestaat uit drie delen, bij gebrek aan een Menuet en Trio:
1. Allegro, 4/4
2. Andante, 3/8
3. Allegro, 2/4